# Rhynchoedura mentalis
Espèce
Rhynchoedura mentalis est une espèce de gecko de la famille des Diplodactylidae.

## Répartition
Cette espèce est endémique du Queensland en Australie.

## Publication originale
- Pepper, Doughty, Hutchinson & Keogh, 2011 : Ancient drainages divide cryptic species in Australia’s arid zone: Morphological and multi-gene evidence for four new species of Beaked Geckos (Rhynchoedura). Molecular Phylogenetics and Evolution, vol. 61, n. 3, p. 810-822.